# Mistrzostwa Świata w Kolarstwie Szosowym 2021 – mieszana jazda drużynowa na czas
Mistrzostwa Świata w Kolarstwie Szosowym 2021 – mieszana jazda drużynowa na czas – konkurencja mieszanej jazdy drużynowej na czas w ramach Mistrzostw Świata w Kolarstwie Szosowym 2021, która rozegrana została 21 września 2021 na liczącej 44,5 kilometra trasie z miejscowości Knokke-Heist do Brugii.

## Uczestnicy

### Zespoły
Oprócz 12 reprezentacji narodowych w mieszanej jeździe drużynowej na czas wystartowała również reprezentująca Międzynarodową Unię Kolarską drużyna złożona z młodych kolarzy różnych narodowości, występująca pod nazwą World Cycling Centre.
| Reprezentacje (12)- Holandia - Włochy - Niemcy - Dania - Belgia - Francja - Szwajcaria - Wielka Brytania - Stany Zjednoczone - Austria - Polska - Hiszpania Regionalna i klubowa drużyna- World Cycling Centre |
| |

### Lista startowa
| Holandia NED | Holandia NED         | Holandia NED |
| ------------ | -------------------- | ------------ |
| Nr           | Kolarz               | Miejsce      |
| 1            | Annemiek van Vleuten | 2.           |
| 2            | Ellen van Dijk       | 2.           |
| 3            | Riejanne Markus      | 2.           |
| 4            | Koen Bouwman         | 2.           |
| 5            | Bauke Mollema        | 2.           |
| 6            | Jos van Emden        | 2.           |

| Włochy ITA | Włochy ITA           | Włochy ITA |
| ---------- | -------------------- | ---------- |
| Nr         | Kolarz               | Miejsce    |
| 7          | Marta Cavalli        | 3.         |
| 8          | Elena Cecchini       | 3.         |
| 9          | Elisa Longo Borghini | 3.         |
| 10         | Edoardo Affini       | 3.         |
| 11         | Filippo Ganna        | 3.         |
| 12         | Matteo Sobrero       | 3.         |

| Niemcy GER | Niemcy GER     | Niemcy GER |
| ---------- | -------------- | ---------- |
| Nr         | Kolarz         | Miejsce    |
| 13         | Lisa Brennauer | 1.         |
| 14         | Lisa Klein     | 1.         |
| 15         | Mieke Kröger   | 1.         |
| 16         | Nikias Arndt   | 1.         |
| 17         | Tony Martin    | 1.         |
| 18         | Max Walscheid  | 1.         |

| Dania DEN | Dania DEN           | Dania DEN |
| --------- | ------------------- | --------- |
| Nr        | Kolarz              | Miejsce   |
| 19        | Amalie Dideriksen   | 6.        |
| 20        | Emma Norsgaard      | 6.        |
| 21        | Julie Leth          | 6.        |
| 22        | Mikkel Bjerg        | 6.        |
| 23        | Mathias Norsgaard   | 6.        |
| 24        | Magnus Cort Nielsen | 6.        |

| Belgia BEL | Belgia BEL         | Belgia BEL |
| ---------- | ------------------ | ---------- |
| Nr         | Kolarz             | Miejsce    |
| 25         | Shari Bossuyt      | 7.         |
| 26         | Jolien D’Hoore     | 7.         |
| 27         | Lotte Kopecky      | 7.         |
| 28         | Victor Campenaerts | 7.         |
| 29         | Ben Hermans        | 7.         |
| 30         | Yves Lampaert      | 7.         |

| Francja FRA | Francja FRA        | Francja FRA |
| ----------- | ------------------ | ----------- |
| Nr          | Kolarz             | Miejsce     |
| 31          | Marion Borras      | 9.          |
| 32          | Clara Copponi      | 9.          |
| 33          | Coralie Demay      | 9.          |
| 34          | Thomas Denis       | 9.          |
| 35          | Valentin Tabellion | 9.          |
| 36          | Benjamin Thomas    | 9.          |

| Szwajcaria SUI | Szwajcaria SUI   | Szwajcaria SUI |
| -------------- | ---------------- | -------------- |
| Nr             | Kolarz           | Miejsce        |
| 37             | Elise Chabbey    | 4.             |
| 38             | Nicole Koller    | 4.             |
| 39             | Marlen Reusser   | 4.             |
| 40             | Stefan Bissegger | 4.             |
| 41             | Stefan Küng      | 4.             |
| 42             | Mauro Schmid     | 4.             |

| Wielka Brytania GBR | Wielka Brytania GBR | Wielka Brytania GBR |
| ------------------- | ------------------- | ------------------- |
| Nr                  | Kolarz              | Miejsce             |
| 43                  | John Archibald      | 5.                  |
| 44                  | Alice Barnes        | 5.                  |
| 45                  | Anna Henderson      | 5.                  |
| 46                  | Daniel Bigham       | 5.                  |
| 47                  | Alex Dowsett        | 5.                  |
| 48                  | Joscelin Lowden     | 5.                  |

| Stany Zjednoczone USA | Stany Zjednoczone USA | Stany Zjednoczone USA |
| --------------------- | --------------------- | --------------------- |
| Nr                    | Kolarz                | Miejsce               |
| 49                    | Coryn Rivera          | 8.                    |
| 50                    | Leah Thomas           | 8.                    |
| 51                    | Ruth Winder           | 8.                    |
| 52                    | Lawson Craddock       | 8.                    |
| 53                    | Brandon McNulty       | 8.                    |
| 54                    | Neilson Powless       | 8.                    |

| Austria AUT | Austria AUT             | Austria AUT |
| ----------- | ----------------------- | ----------- |
| Nr          | Kolarz                  | Miejsce     |
| 55          | Sarah Rijkes            | 12.         |
| 56          | Christina Schweinberger | 12.         |
| 57          | Kathrin Schweinberger   | 12.         |
| 58          | Tobias Bayer            | 12.         |
| 59          | Felix Ritzinger         | 12.         |
| 60          | Maximilian Schmidbauer  | 12.         |

| Polska POL | Polska POL           | Polska POL |
| ---------- | -------------------- | ---------- |
| Nr         | Kolarz               | Miejsce    |
| 61         | Karolina Karasiewicz | 10.        |
| 62         | Karolina Kumięga     | 10.        |
| 63         | Aurela Nerlo         | 10.        |
| 64         | Filip Maciejuk       | 10.        |
| 65         | Damian Papierski     | 10.        |
| 66         | Bartosz Rudyk        | 10.        |

| Hiszpania ESP | Hiszpania ESP      | Hiszpania ESP |
| ------------- | ------------------ | ------------- |
| Nr            | Kolarz             | Miejsce       |
| 67            | Ziortza Isasi      | 11.           |
| 68            | Sara Martín Martín | 11.           |
| 69            | Lourdes Oyarbide   | 11.           |
| 70            | Xabier Azparren    | 11.           |
| 71            | Diego López        | 11.           |
| 72            | Lluís Mas          | 11.           |

| World Cycling Centre WCC | World Cycling Centre WCC  | World Cycling Centre WCC |
| ------------------------ | ------------------------- | ------------------------ |
| Nr                       | Kolarz                    | Miejsce                  |
| 73                       | Akvilė Gedraitytė (LTU)   | 13.                      |
| 74                       | Anastasija Kolesowa (BLR) | 13.                      |
| 75                       | Tereza Medveďová (SVK)    | 13.                      |
| 76                       | Paul Daumont (BUR)        | 13.                      |
| 77                       | Jean Eric Habimana (RWA)  | 13.                      |
| 78                       | Ahmad Wais (SYR)          | 13.                      |

| Holandia NED | Holandia NED         | Holandia NED |
| ------------ | -------------------- | ------------ |
| Nr           | Kolarz               | Miejsce      |
| 1            | Annemiek van Vleuten | 2.           |
| 2            | Ellen van Dijk       | 2.           |
| 3            | Riejanne Markus      | 2.           |
| 4            | Koen Bouwman         | 2.           |
| 5            | Bauke Mollema        | 2.           |
| 6            | Jos van Emden        | 2.           |

| Włochy ITA | Włochy ITA           | Włochy ITA |
| ---------- | -------------------- | ---------- |
| Nr         | Kolarz               | Miejsce    |
| 7          | Marta Cavalli        | 3.         |
| 8          | Elena Cecchini       | 3.         |
| 9          | Elisa Longo Borghini | 3.         |
| 10         | Edoardo Affini       | 3.         |
| 11         | Filippo Ganna        | 3.         |
| 12         | Matteo Sobrero       | 3.         |

| Niemcy GER | Niemcy GER     | Niemcy GER |
| ---------- | -------------- | ---------- |
| Nr         | Kolarz         | Miejsce    |
| 13         | Lisa Brennauer | 1.         |
| 14         | Lisa Klein     | 1.         |
| 15         | Mieke Kröger   | 1.         |
| 16         | Nikias Arndt   | 1.         |
| 17         | Tony Martin    | 1.         |
| 18         | Max Walscheid  | 1.         |

| Dania DEN | Dania DEN           | Dania DEN |
| --------- | ------------------- | --------- |
| Nr        | Kolarz              | Miejsce   |
| 19        | Amalie Dideriksen   | 6.        |
| 20        | Emma Norsgaard      | 6.        |
| 21        | Julie Leth          | 6.        |
| 22        | Mikkel Bjerg        | 6.        |
| 23        | Mathias Norsgaard   | 6.        |
| 24        | Magnus Cort Nielsen | 6.        |

| Belgia BEL | Belgia BEL         | Belgia BEL |
| ---------- | ------------------ | ---------- |
| Nr         | Kolarz             | Miejsce    |
| 25         | Shari Bossuyt      | 7.         |
| 26         | Jolien D’Hoore     | 7.         |
| 27         | Lotte Kopecky      | 7.         |
| 28         | Victor Campenaerts | 7.         |
| 29         | Ben Hermans        | 7.         |
| 30         | Yves Lampaert      | 7.         |

| Francja FRA | Francja FRA        | Francja FRA |
| ----------- | ------------------ | ----------- |
| Nr          | Kolarz             | Miejsce     |
| 31          | Marion Borras      | 9.          |
| 32          | Clara Copponi      | 9.          |
| 33          | Coralie Demay      | 9.          |
| 34          | Thomas Denis       | 9.          |
| 35          | Valentin Tabellion | 9.          |
| 36          | Benjamin Thomas    | 9.          |

| Szwajcaria SUI | Szwajcaria SUI   | Szwajcaria SUI |
| -------------- | ---------------- | -------------- |
| Nr             | Kolarz           | Miejsce        |
| 37             | Elise Chabbey    | 4.             |
| 38             | Nicole Koller    | 4.             |
| 39             | Marlen Reusser   | 4.             |
| 40             | Stefan Bissegger | 4.             |
| 41             | Stefan Küng      | 4.             |
| 42             | Mauro Schmid     | 4.             |

| Wielka Brytania GBR | Wielka Brytania GBR | Wielka Brytania GBR |
| ------------------- | ------------------- | ------------------- |
| Nr                  | Kolarz              | Miejsce             |
| 43                  | John Archibald      | 5.                  |
| 44                  | Alice Barnes        | 5.                  |
| 45                  | Anna Henderson      | 5.                  |
| 46                  | Daniel Bigham       | 5.                  |
| 47                  | Alex Dowsett        | 5.                  |
| 48                  | Joscelin Lowden     | 5.                  |

| Stany Zjednoczone USA | Stany Zjednoczone USA | Stany Zjednoczone USA |
| --------------------- | --------------------- | --------------------- |
| Nr                    | Kolarz                | Miejsce               |
| 49                    | Coryn Rivera          | 8.                    |
| 50                    | Leah Thomas           | 8.                    |
| 51                    | Ruth Winder           | 8.                    |
| 52                    | Lawson Craddock       | 8.                    |
| 53                    | Brandon McNulty       | 8.                    |
| 54                    | Neilson Powless       | 8.                    |

| Austria AUT | Austria AUT             | Austria AUT |
| ----------- | ----------------------- | ----------- |
| Nr          | Kolarz                  | Miejsce     |
| 55          | Sarah Rijkes            | 12.         |
| 56          | Christina Schweinberger | 12.         |
| 57          | Kathrin Schweinberger   | 12.         |
| 58          | Tobias Bayer            | 12.         |
| 59          | Felix Ritzinger         | 12.         |
| 60          | Maximilian Schmidbauer  | 12.         |

| Polska POL | Polska POL           | Polska POL |
| ---------- | -------------------- | ---------- |
| Nr         | Kolarz               | Miejsce    |
| 61         | Karolina Karasiewicz | 10.        |
| 62         | Karolina Kumięga     | 10.        |
| 63         | Aurela Nerlo         | 10.        |
| 64         | Filip Maciejuk       | 10.        |
| 65         | Damian Papierski     | 10.        |
| 66         | Bartosz Rudyk        | 10.        |

| Hiszpania ESP | Hiszpania ESP      | Hiszpania ESP |
| ------------- | ------------------ | ------------- |
| Nr            | Kolarz             | Miejsce       |
| 67            | Ziortza Isasi      | 11.           |
| 68            | Sara Martín Martín | 11.           |
| 69            | Lourdes Oyarbide   | 11.           |
| 70            | Xabier Azparren    | 11.           |
| 71            | Diego López        | 11.           |
| 72            | Lluís Mas          | 11.           |

| World Cycling Centre WCC | World Cycling Centre WCC  | World Cycling Centre WCC |
| ------------------------ | ------------------------- | ------------------------ |
| Nr                       | Kolarz                    | Miejsce                  |
| 73                       | Akvilė Gedraitytė (LTU)   | 13.                      |
| 74                       | Anastasija Kolesowa (BLR) | 13.                      |
| 75                       | Tereza Medveďová (SVK)    | 13.                      |
| 76                       | Paul Daumont (BUR)        | 13.                      |
| 77                       | Jean Eric Habimana (RWA)  | 13.                      |
| 78                       | Ahmad Wais (SYR)          | 13.                      |

## Klasyfikacja generalna
| \| Klasyfikacja etapu \| Klasyfikacja etapu \| Klasyfikacja etapu \| Klasyfikacja etapu \| Klasyfikacja etapu \| Klasyfikacja etapu \| \| Drużyna \| Drużyna \| Państwo \| Czas \| Strata \| Prędkość \| \| ------------------ \| -------------------- \| ------------------ \| ------------------ \| ------------------ \| ------------------ \| \| 1. \| Niemcy \| Niemcy \| 50' 49" \| \| \| \| 2. \| Holandia \| Holandia \| \| + 13" \| \| \| 3. \| Włochy \| Włochy \| \| + 38" \| \| \| 4. \| Szwajcaria \| Szwajcaria \| \| + 38" \| \| \| 5. \| Wielka Brytania \| Wielka Brytania \| \| + 55" \| \| \| 6. \| Dania \| Dania \| \| + 1' 16" \| \| \| 7. \| Belgia \| Belgia \| \| + 1' 21" \| \| \| 8. \| Stany Zjednoczone \| Stany Zjednoczone \| \| + 2' 10" \| \| \| 9. \| Francja \| Francja \| \| + 2' 52" \| \| \| 10. \| Polska \| Polska \| \| + 3' 23" \| \| \| 11. \| Hiszpania \| Hiszpania \| \| + 4' 06" \| \| \| 12. \| Austria \| Austria \| \| + 4' 33" \| \| \| 13. \| World Cycling Centre \| Szwajcaria \| \| + 6' 29" \| \| |                      |                   |         |          |          |
| |                      |                   |         |          |          |
| Źródło: ProCyclingStats |                      |                   |         |          |          |
| Klasyfikacja etapu |                      |                   |         |          |          |
| Drużyna | Drużyna              | Państwo           | Czas    | Strata   | Prędkość |
| 1. | Niemcy               | Niemcy            | 50' 49" |          |          |
| 2. | Holandia             | Holandia          |         | + 13"    |          |
| 3. | Włochy               | Włochy            |         | + 38"    |          |
| 4. | Szwajcaria           | Szwajcaria        |         | + 38"    |          |
| 5. | Wielka Brytania      | Wielka Brytania   |         | + 55"    |          |
| 6. | Dania                | Dania             |         | + 1' 16" |          |
| 7. | Belgia               | Belgia            |         | + 1' 21" |          |
| 8. | Stany Zjednoczone    | Stany Zjednoczone |         | + 2' 10" |          |
| 9. | Francja              | Francja           |         | + 2' 52" |          |
| 10. | Polska               | Polska            |         | + 3' 23" |          |
| 11. | Hiszpania            | Hiszpania         |         | + 4' 06" |          |
| 12. | Austria              | Austria           |         | + 4' 33" |          |
| 13. | World Cycling Centre | Szwajcaria        |         | + 6' 29" |          |